# HMS King Edward VII
La HMS King Edward VII, chiamata così per il re Edoardo VII, fu la prima nave della sua classe di corazzate pre-dreadnought della Royal Navy. Entrò in servizio nel 1905 con l'Atlantic Fleet come ammiraglia del comandante in capo della flotta (per richiesta del re avrebbe sempre dovuto servire come ammiraglia). Nel 1906 fu resa obsoleta dall'entrata in servizio della rivoluzionaria Dreadnought. Fu raddobbata nel 1907, dopo di che fu assegnata alla Channel Fleet e poi alla Home Fleet. Nel 1912, insieme alle sue navi gemelle, formò il 3rd Battle Squadron.
Durante la prima parte della prima guerra mondiale il 3rd Battle Squadron fu parte della Grand Fleet e servì nella Northern Patrol. Nel gennaio 1916 colpì una mina mentre transitava verso un raddobbo a Belfast ed affondò. Tutti tranne uno tra gli uomini dell'equipaggio furono salvati.

## Caratteristiche tecniche
La HMS King Edward VII fu impostata presso l'arsenale di Devonport l'8 marzo 1902. La prima lamiera fu posata dal re Edoardo VII che con la moglie, la regina Alessandra, aveva appena assistito al battesimo e varo della HMS Queen. Fu varata dal re il 23 luglio 1903 e completata nel febbraio 1905.
Anche se la King Edward VII e le sue sette gemelle della classe King Edward VII erano dirette discendenti della classe Majestic, furono anche la prima classe ad essere significativamente diverse dalle precedenti, dislocando circa 1000 t in più e montando per la prima volta nella batteria intermedia quattro cannoni da 234 mm oltre ai 152 mm. I cannoni da 234 mm erano a tiro rapido come quelli da 152 mm e il proietto più pesante li rendeva delle armi formidabili per l'epoca del progetto della nave. Fu adottato per la paura che le navi britanniche fossero sottoarmate per il loro dislocamento e che stessero diventando sottoarmate nei confronti delle navi nemiche che avevano iniziato a montare cannoni da 203 mm nelle batterie intermedie. 
I quattro cannoni da 234 mm erano montati in torrette singole a prua dell'albero di trinchetto e maestra, potendone usare due su ogni bordata. Anche così la King Edward VII e le sue gemelle furono criticate per non avere un armamento secondario uniforme da 234 mm, un'idea considerata ma poi scartata per il lungo tempo che sarebbe servito per modificare il progetto per questa scelta. Alla fine risultò impossibile distinguere tra di loro gli spruzzi dei proietti da 305 mm e da 234 mm, rendendo il controllo del tiro poco pratico per entrambi i calibri, anche se la King Edward VII aveva piattaforme per il controllo del tiro sull'albero di trinchetto e di maestra invece che le precedenti coffe di combattimento.
Come tutte le corazzate britanniche a partire dalle classe Majestic, le King Edward avevano quattro cannoni da 305 mm in due torrette binate (una a prua e una a poppa). Le prime cinque montarono cannoni da 305 mm Mark IX. Il posizionamento dei cannoni da 152 in casematte fu abbandonato su questa classe e questi cannoni furono invece posizionato in una batteria a centro nave protetta da corazzatura da 178 mm. Per il resto la corazzatura delle King Edward VII fu come quella della classe London se non per piccole differenze di dettaglio.
La King Edward VII e le sue gemelle furono le prime corazzate dagli anni 70 dell'800 ad avere timone compensato ed erano quindi molto manovrabili, con un raggio di evoluzione a 15 nodi di 310 m. Erano però difficili da mantenere in rotta e questa caratteristica portò al soprannome di The Wobbly Eight ("Le traballanti otto") durante il loro servizio dal 1914 al 1916 con la Grand Fleet. Avevano un rollio leggermente più rapido delle classi precedenti ma erano comunque buone piattaforme di tiro, anche se molto umide con cattivo tempo.
La King Edward VII, principalmente alimentata a carbone, ebbe degli spruzzatori di nafta installati, come anche tutte le gemelle, tranne la New Zealand, una prima volta per le corazzate britanniche. Questi permettevano di alzare rapidamente la pressione del vapore, migliorando l'accelerazione della nave. A fini comparativi le otto navi ebbero quattro differenti disposizioni delle caldaie. La King Edward VII ebbe 10 caldaie a tubi d'acqua Babcock & Wilcox e sei caldaie cilindriche (tre secondo altre fonti). Alle prove in mare superò la sua velocità di progetto.
La King Edward VII era una nave potente al momento del suo progetto e raggiunse completamente tutti i suoi obiettivi. Fu però sfortunata, perché gli anni della sua costruzione furono tempi di sviluppi rivoluzionari per l'artiglieria navale, il controllo del tiro, la corazzatura e la propulsione navale. Si unì alla flotta all'inizio del 1905, ma a meno di due anni dall'entrata in servizio risultò già obsoleta a causa della rivoluzionaria corazzata HMS Dreadnought, entrata in servizio alla fine del 1906. Già nel 1914 la King Edward VII e le sue gemelle, come tutte le altre pre-dreadnought, erano così sorpassate da essere utilizzate dalla Grand Fleet, tra il 1914 e il 1916, per navigare davanti a divisioni di corazzate monocalibro, proteggendole da eventuali mine individuandole per tempo o urtandole per prime.

## Servizio
Il re Edoardo VII consentì che la nave portasse il suo nome a patto che servisse sempre come nave ammiraglia. La Royal Navy onorò questa richiesta per tutta la vita della nave.
L'HMS King Edward VII entrò in servizio il 7 febbraio 1905 presso l'arsenale di Devonport come ammiraglia del comandante in capo dell'Atlantic Fleet. Fu raddobbata tra il 1906 e il 1907. Il suo servizio nell'Atlantic Fleet terminò il 4 marzo 1907 all'arsenale di Portsmouth.
Il 5 marzo 1907 la King Edward VII fu ricommissionata come ammiraglia di lord Charles Beresford, comandante in capo della Channel Fleet. Fu sottoposta ad altre riparazioni a Portsmouth tra il 1907 e il 1908.
Il 24 marzo 1909 la Channel Fleet divenne la Seconda Divisione della Home Fleet. La King Edward VII fu quindi ricommissionata il 27 marzo come ammiraglia della Home Fleet. Fu raddobbata dal dicembre 1909 al febbraio 1910 a Portsmouth e ricommisisonata il 1 agosto 1911 come ammiraglia della Terza e Quarta Divisione della Home Fleet.
Nel maggio 1912 la King Edward VII e tutte le sue sette gemelle (Africa, Britannia, Commonwealth, Dominion, Hibernia, Hindustan e Zealandia) furono assegnate al 3rd Battle Squadron, parte della Prima Flotta della Home Fleet. La King Edward VII fu commissionata il 14 maggio a Sheerness come ammiraglia del 3rd Battle Squadron.
Il 3rd Battle Squadron fu distaccato nel Mediterraneo nel novembre 1912 a causa della prima guerra balcanica. Arrivò a Malta il 27 novembre 1912 e partecipò ad un blocco internazionale del Montenegro ed all'occupazione di Scutari. La squadra tornò nel Regno Unito nel 1913 e si riunì alla Home Fleet il 27 giugno 1913.

### Prima guerra mondiale
Allo scoppio della prima guerra mondiale il 3rd Battle Squadron fu assegnato a Rosyth, con la King Edward VII sempre come ammiraglia di squadra. La squadra fu usata in aggiunta agli incrociatori della flotta nella Northern Patrol. Il 2 novembre 1914 la squadra fu distaccata per rinforzare la Channel Fleet, la base fu quindi spostata a Portland. La squadra ritornò con la Grand Fleet il 13 novembre, ma la King Edward VII rimase indietro fino al 30 dello stesso mese.
La King Edward VII servì con la Grand Fleet fino alla sua perdita nel gennaio 1916. Durante le sortite della flotta, la nave e le sue gemelle spesso navigavano in testa a formazioni di dreadnought, per proteggerle avvistando le mine navali o colpendole per prime.

#### Perdita
Il 6 gennaio 1916, la King Edward VII, avendo temporaneamente trasferito il suo ruolo di ammiraglia, partì da Scapa Flow alle 07:12 per un viaggio, lungo la costa nord della Scozia, fino a Belfast, dove doveva essere revisionata. Alle 10:47 colpì una mina posizionata dall'incrociatore ausiliario SMS Möwe davanti a Capo Wrath. L'esplosione avvenne sotto alla sala macchine di dritta e la King Edward VII s'inclinò di 8° a dritta. L'ufficiale in comando, il capitano di vascello Maclachlan, ordinò che la nave virasse a dritta per avvicinarsi alla costa per spiaggiarla, se necessario, ma il timone si bloccò verso dritta e la sala macchine s'allagò rapidamente, bloccando i motori. Un controallagamento ridusse lo sbandamento laterale a 5°.
Segnalazioni verso la carboniera di passaggio Princess Melita la portarono ad avvicinarsi alla King Edward VII e a tentare un traino. In seguito, anche il conduttore di flottiglia Kempenfelt arrivò sul luogo aiutando nel traino, che iniziò alle 14:15. La King Edward VII però continuò ad affondare e s'inclinò fino a 15°, in condizioni meteomarine sempre peggiori. La cima di traino del Princess Melita si ruppe alle 14:40 e il capitano Maclachlan ordinò al Kempenfelt di lasciare andare anche la sua cima.
L'allagamento continuava e l'oscurità stava calando quando il capitano Maclachlan ordinò l'abbandono della King Edward VII. Il cacciatorpediniere Musketeer accostò alle 14:45 e, con il  Fortune e il Marne, portò in salvo tutto l'equipaggio, ad eccezione di un uomo caduto in mare durante il trasbordo. L'ultimo uomo ad abbandonare la corazzata fu il capitano Maclachlan, che salì a bordo del Nessus alle 16:10. I cacciatorpediniere Fortune, Marne e Musketeer riportarono l'equipaggio in porto mentre il Nessus rimase sulla scena fino alle 17:20, quando alcuni rimorchiatori arrivarono per aiutare. Dopo la partenza del Nessus, i rimorchiatori continuarono a controllare l'area e videro la King Edward VII capovolgersi alle 20:10 ed affondare circa 9 ore dopo l'esplosione.
Al tempo non fu chiaro se la King Edward VII avesse colpito un a mina navale o fosse stata silurata. La presenza di campi minati fu determinata solo da un esame della documentazione tedesca dopo la guerra.

## Relitto
I subacquei hanno visitato per la prima volta il sito del relitto della King Edward VII, in 115 m d'acqua, nell'aprile 1997.